# ميك أتكن
ميك أتكن (بالإنجليزية: Mick Atkin)‏ (14 فبراير 1948 في المملكة المتحدة - 15 يناير 2008 في المملكة المتحدة) هو لاعب كرة قدم بريطاني في مركز الدفاع. لعب مع سكونثورب يونايتد ونادي غاينسبورو ترينيتي.